# Малый Бобрик
Малый Бобрик (укр. Малий Бобрик) — село,
Великобобрикский сельский совет,
Краснопольский район,
Сумская область,
Украина.
Код КОАТУУ — 5922380804. Население по переписи 2001 года составляло 364 человека .

## Географическое положение
Село Малый Бобрик находится у одного из истоков реки Бобрик,
ниже по течению на расстоянии в 1 км расположено село Великий Бобрик.
К селу примыкает лесной массив (дуб).

## Объекты социальной сферы
- Школа.
- Клуб.

## Известные уроженцы
- Гребченко, Сергей Сергеевич (1919—1991)  — участник Великой Отечественной войны, Герой Советского Союза.
- Собисевич, Леонид Евгеньевич (1930—2020) — российский геофизик, профессор, Заслуженный деятель науки Российской Федерации.